# زندگی یا چیزی شبیه به آن
زندگی یا چیزی شبیه به آن (انگلیسی: Life or Something Like It) فیلمی در ژانر کمدی رمانتیک، رمانتیک و کمدی-درام به کارگردانی استیون هرک است که در سال ۲۰۰۲ منتشر شد.

## بازیگران
- آنجلینا جولی
- ادوارد برنز
- استوکارد چنینگ
- کریستین کان
- تونی شالهوب
- آماندا تپینگ
- گریگوری ایتزین
- لیسا ثورنهیل